# London Borough of Redbridge
Der London Borough of Redbridge [ˈɹɛdbɹɪdʒ] ist ein Stadtbezirk von London. Er liegt im Nordosten der Stadt. Bei der Gründung der Verwaltungsregion Greater London im Jahr 1965 entstand er aus dem Municipal Borough of Ilford, dem Municipal Borough of Wanstead and Woodford sowie Teilen des Municipal Borough of Dagenham und des Chigwell Urban District in der Grafschaft Essex. Der Bezirksname stammt von einer Brücke über den Fluss Roding.

## Stadtteile
- Aldborough Hatch
- Aldersbrook
- Barkingside
- Chadwell Heath
- Clayhall
- Cranbrook
- Fairlop
- Fullwell Cross
- Gants Hill
- Goodmayes
- Hainault
- Ilford *
- Little Heath
- Loxford
- Newbury Park
- Redbridge *
- Seven Kings
- Snaresbrook
- South Woodford *
- Wanstead *
- Woodford
- Woodford Bridge
- Woodford Green
- Woodford Wells

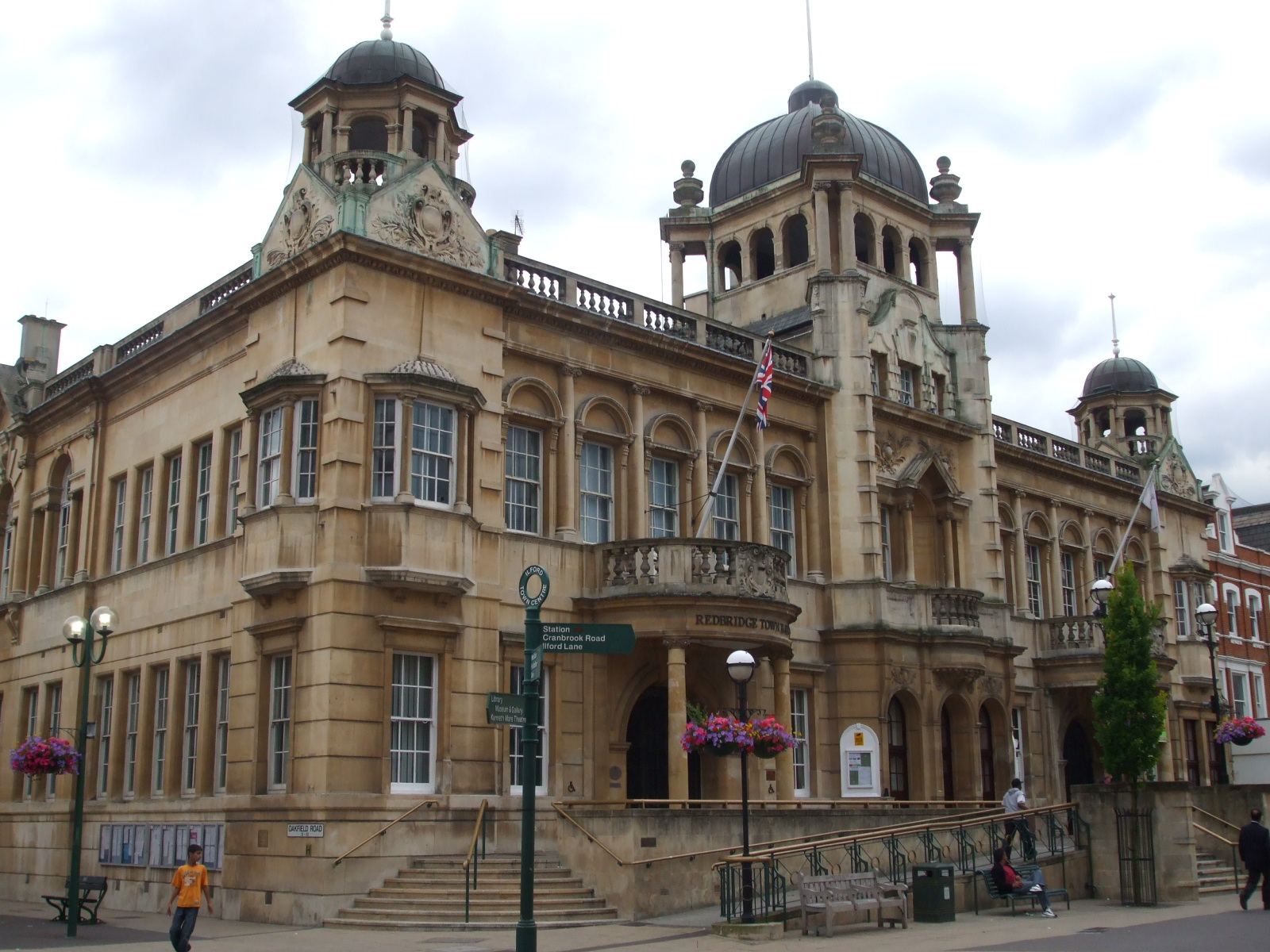
Redbridge Rathaus

* - Zu entsprechenden Stadtteilen gibt es noch keine eigenen Artikel, nur Weiterleitungen hierher.

## Bevölkerung
Die Bevölkerung setzte sich 2008 zusammen aus 57,6 % Weißen, 27,7 % Südasiaten, 9,5 % Schwarzen und 1,1 % Chinesen.

## Persönlichkeiten
- Peter Arundell (1933–2009), Autorennfahrer
- Kenny Ball (1930–2013), Jazzmusiker
- Sidney Bernstein, Baron Bernstein (1899–1993), Medienunternehmer
- Jet Black (1938–2022), Musiker (Stranglers)
- John Boardman (1927–2024), Archäologe
- Vince Clarke (* 1960), Musiker
- Stuart Conquest (* 1967), Schachgroßmeister
- Keith Flint (1969–2019), Musiker (The Prodigy)
- Lynn Fontanne (1887–1983), Schauspielerin
- Tim Garland (* 1966), Jazzmusiker
- Amelia Gething (* 1999), Schauspielerin und Social-Media-Persönlichkeit
- Anton Gill (* 1948), Autor
- Eva Hart (1905–1996), Überlebende des Titanic-Untergangs
- John Carmel Heenan (1905–1975), Erzbischof
- Paul Ince (* 1967), Fußballspieler
- Jessie J (* 1988), Sängerin
- Alexander Kerr (1892–1964), Schiffsingenieur und Polarforscher
- Kathy Kirby (1938–2011), Sängerin
- Jane Leeves (* 1961), Schauspielerin
- Louise Lombard (* 1970), Filmschauspielerin
- Frank Lupton (1854–1888), Verwaltungsbeamter im Sudan
- Raymond Lygo (1924–2012), Admiral, Industriemanager
- Mike Lynch (1965–2024), Technologieunternehmer
- Stanley Morison (1889–1967), Typograf
- Jacinta Nandi (* 1980), Autorin
- Keith Nichols (1945–2021), Jazzmusiker, Arrangeur und Bandleader
- Richard Pankhurst (1927–2017), Historiker und Äthiopist
- Ruth Pitter (1897–1992), Dichterin
- Ruth Rendell (1930–2015), Schriftstellerin
- Glenn Roeder (1955–2021), Fußballspieler und -trainer
- Phyllis Sellick (1911–2007), Pianistin
- Maggie Smith (1934–2024), Schauspielerin
- Bramwell Tovey (1953–2022), Dirigent, Pianist und Komponist